# Born (Berg)
Der Born ist ein 719 m ü. M. hoher Berg im Schweizer Kanton Solothurn südwestlich der Stadt Olten. Der Gipfel liegt auf dem Gemeindeboden von Wangen bei Olten und erhebt sich rund 300 Meter über die umliegenden Talebenen.

## Lage und Umgebung
Der Born wird im Süden und Osten durch die Aare, im Norden durch das breite Dünnerntal und im Westen durch die Schotteraufschüttungen im Gäu begrenzt. Gegen Süden fällt der Born verhältnismässig steil zur Aare ab, während die Hänge gegen Westen und Norden geringere Neigungen aufweisen. Im Osten wird der Höhenrücken des Born durch die Klus von Aarburg von der Anhöhe des Engelberg getrennt. Der Bergrücken ist fast durchgehend waldbedeckt.

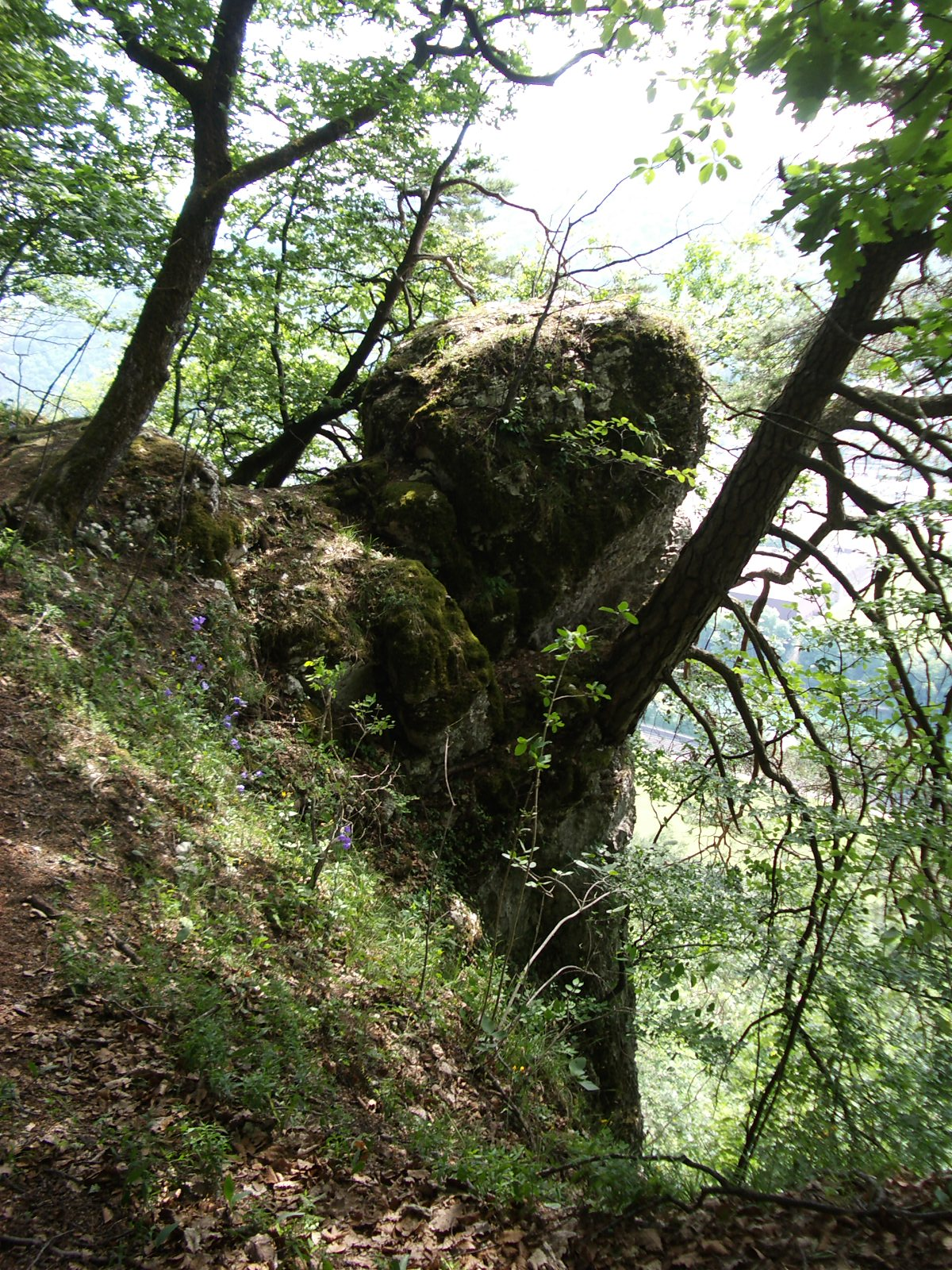
Felsgrat
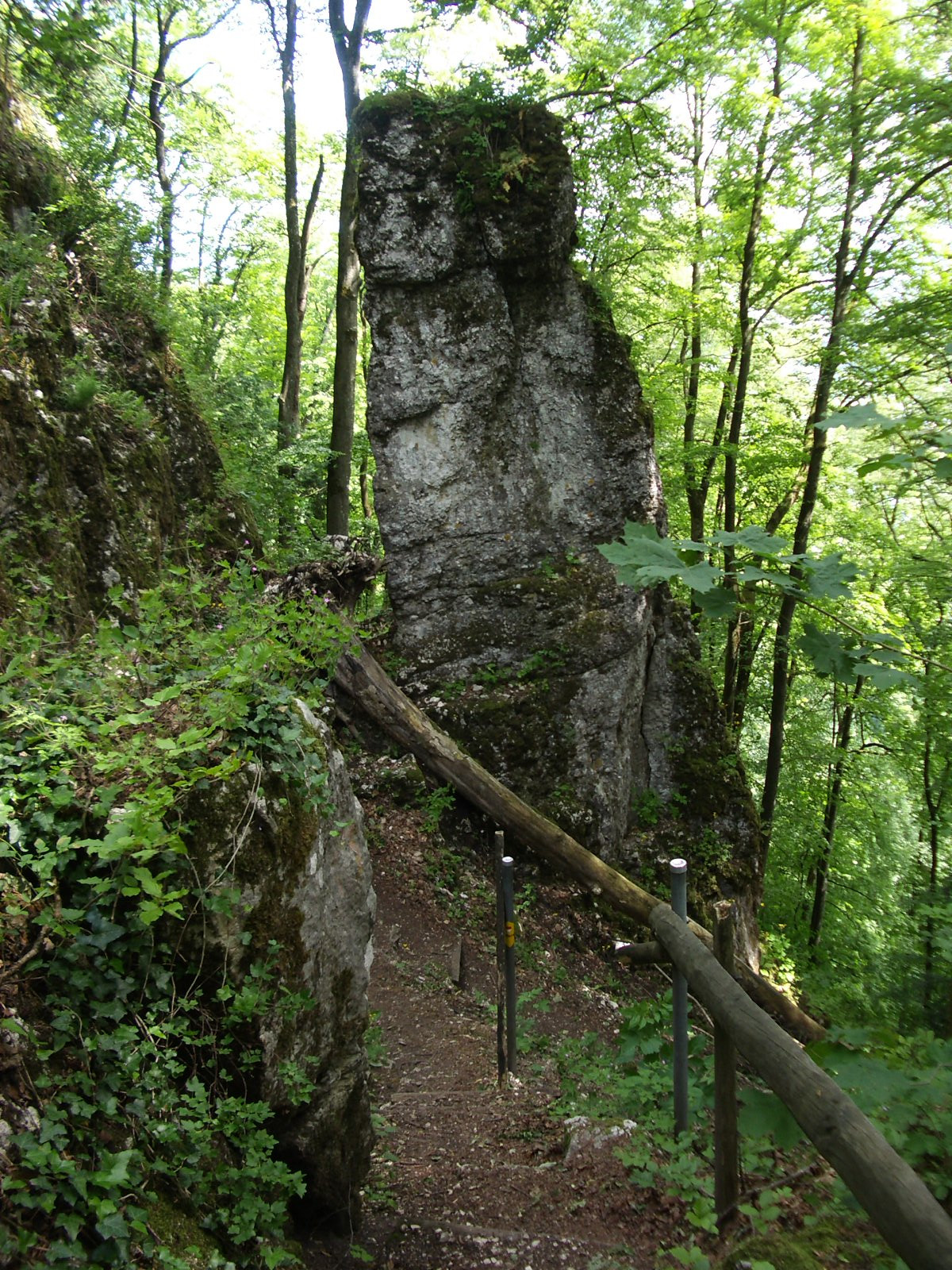
Abstieg nach Höfli, Aarburg

## Geologie
Geologisch gesehen bildet der Born zusammen mit dem östlich gelegenen Engelberg die südlichste Antiklinale des Faltenjuras in der Region von Olten. Das anstehende Gesteinsmaterial des Born stammt aus marinen Sedimenten der oberen Jurazeit (Malmkalk), die heute im Bereich der Klus von Aarburg aufgeschlossen sind. Diese Klus in der Born-Antiklinale wurde in geologischen Zeiten ursprünglich von der Wigger gebildet und wird erst seit dem Eiszeitalter von der Aare durchflossen. Die Schotterablagerungen des risseiszeitlichen Gletschers hatten die Topographie des Gebietes derart modelliert, dass die Aare ihren ehemaligen Lauf entlang dem Jura durch das Gäu (dem heutigen Unterlauf der Dünnern entsprechend) nicht beibehalten konnte und deshalb nach Süden weiter ins Mittelland ausweichen musste und sich mit der Wigger vereinigte, um danach nordwärts durch die Klus zu fliessen.
Im bewaldeten Südhang des Born befindet sich das Chessiloch, eine tektonische Höhle.

## Urgeschichte
An den Flanken des Born gewannen die Menschen seit der Steinzeit Feuerstein (Silex). Mehrere Siedlungsstellen auf dem Gebiet der Gemeinden Olten, Wangen bei Olten und Boningen sind nachgewiesen.

## Wirtschaftsgeschichte
Die Waldungen am Born werden von den Bürgermeinden von Olten, Wangen bei Olten und Kappel genutzt.
Am Nordabhang befindet sich ein grosser Steinbruch, in dem das Portlandcementwerk Olten (PCO) mit einer Konzession der Bürgergemeinde Olten seit der ersten Hälfte des 20. Jahrhunderts und bis 1996 Jurakalk und Mergel abbaute. Der Steinbruch wird noch immer genutzt.

### Pumpspeicherkraftwerk Ruppoldingen Born

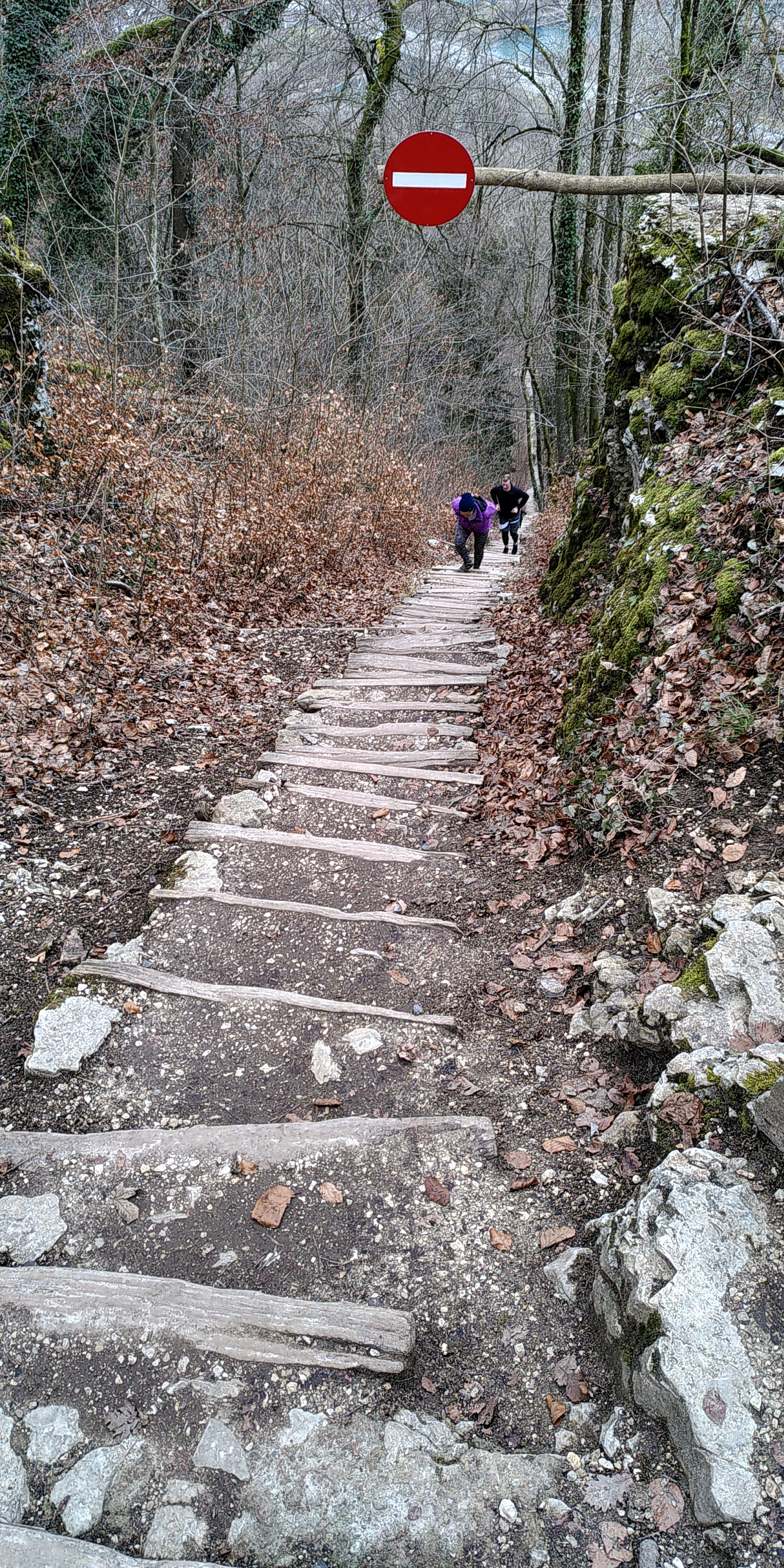
1000er-Stägli neben der ehemaligen Druckleitung

Das 1896 gebaute Wasserkraftwerk Ruppoldingen wurde um 1920 durch ein Pumpspeicherkraftwerk erweitert, dessen Wasserspeicher auf der Hochfläche des Born über eine Druckleitung gespeist wurde, durch die das Wasser bei hohem Strombedarf im Netz auf die Turbine im Kraftwerk floss. Schon nach wenigen Jahren konnte das Wasserkraftwerk den Strombedarf im abgeschlossenen regionalen Versorgungsnetz zeitweise nicht mehr decken. Ein Verbund mit andern Kraftwerken war wegen der isolierten Verteilung der Kraftanlagen noch nicht möglich. Mit einer Konzession des Kantons Solothurn vom 30. Juni 1903 baute das Elektrizitätswerk Olten-Aarburg neben dem Oberwasserkanal von Ruppoldingen ein kleines Hochdruckkraftwerk mit einem Speicherbecken auf dem Born, 320 Meter höher als die Wasserentnahmestelle beim Kanal. Ausgestattet mit einer Hochdruckpumpe von Sulzer, einer Turbine von Piccard, Pictet & Co., Genf, und einem Generator von BBC, förderte das Werk mit Energie aus dem Niederdruckkraftwerk bei schwachem Strombedarf Wasser aus der Aare in das hoch gelegene Becken und produzierte damit bei Spitzenbedarf zusätzliche Energie. Das frühe Hochdruckkraftwerk erregte Aufsehen in Fachkreisen und erhielt viel Besuch von Elektroingenieuren aus mehreren Ländern. Mit neuen Maschinen aus dem Jahr 1926 lief das Hochdruckwerk Ruppoldingen-Born bis 1960, als die Anlage abgebrochen wurde. 
Von der Aare her, zwischen Aarburg und Ruppoldingen, führt das Tuusigerstägli (1000er-Treppe) entlang des ehemaligen Trassees der Druckleitung, auf den Berg. Die 1'150 Treppenstufen werden auch für Fitnessprogramme genutzt.

## Sehenswürdigkeiten
Auf einem Plateau am westlichen Abhang des Born liegt die um 1866 von der Gemeinde Kappel errichtete Bornkapelle, welche von Wilhelm Keller stammt. Am Südhang, nahe dem oberen Ende des 'Tuusiger Stägli, befindet sich ein höhlenartiger Felsspalt, die 'Heidechuchi'.